# Station Köln Airport-Businesspark
Station Köln Airport-Businesspark (Duits: Bahnhof Köln Airport-Businesspark) is een S-Bahnstation in het stadsdeel Gremberghoven van de Duitse stad Keulen. Het station ligt aan de spoorlijn aansluiting Köln Posthof - aansluiting Köln Steinstraße.

## Treinverbindingen
| Serie | Treinsoort            | Route | Bijzonderheden                             |
| ----- | --------------------- | --- | ------------------------------------------ |
| S 12  | S-Bahn (DB Regio NRW) | Horrem – Köln-Ehrenfeld – Köln Hbf – Köln Airport-Businesspark – Porz-Wahn – Troisdorf – Siegburg/Bonn – Hennef (Sieg) – Eitorf – Au (Sieg) | Dienstregeling S12 geldig vanaf 10-12-2023 |